# 小岭街道
小岭街道，是中华人民共和国黑龙江省哈尔滨市阿城区下辖的一个街道办事处，位于阿城区东南。
2013年1月18日，黑龙江省民政厅批复同意撤销小岭镇，设立小岭街道办事处。

## 行政区划
小岭街道下辖以下地区：
政府社区、农场局社区、新兴村、石发村、新平村和西川村。